# Traineira

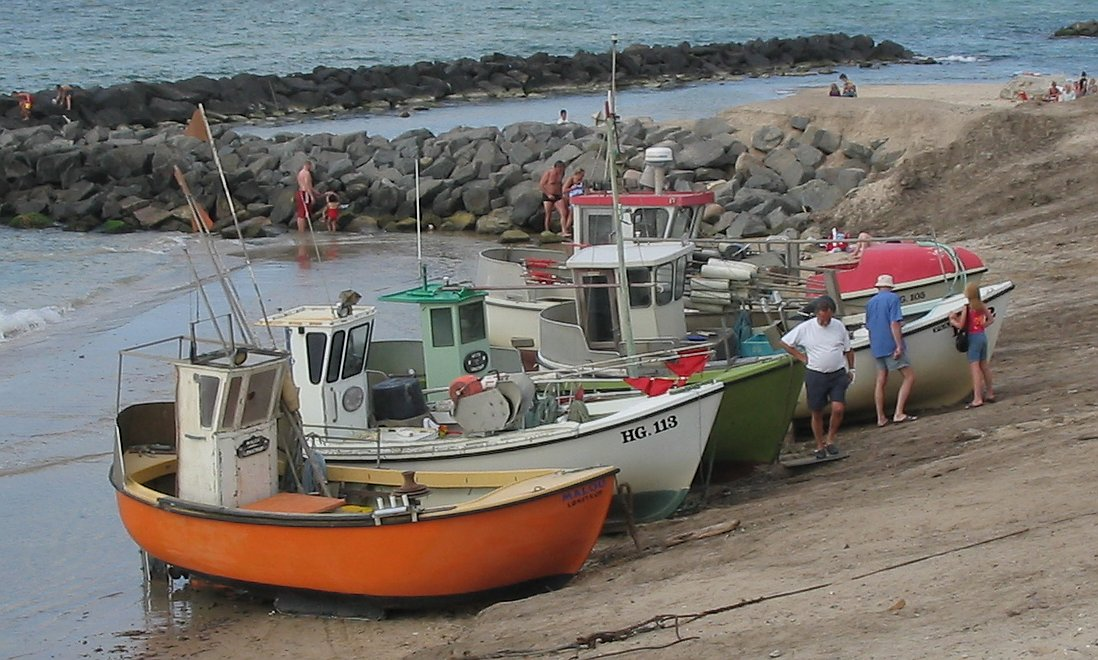
Traineiras na Dinamarca

Traineira é uma pequena embarcação de pesca, com a popa reta, destinada a utilização de redes (chamada de traína em espanhol) como instrumento para capturar peixes. Têm origem na Cantábria no final de século XIX, e foram introduzidas em Portugal em 1913.